# Doriot, Flandrin & Parant
Pour les articles homonymes, voir DFP.

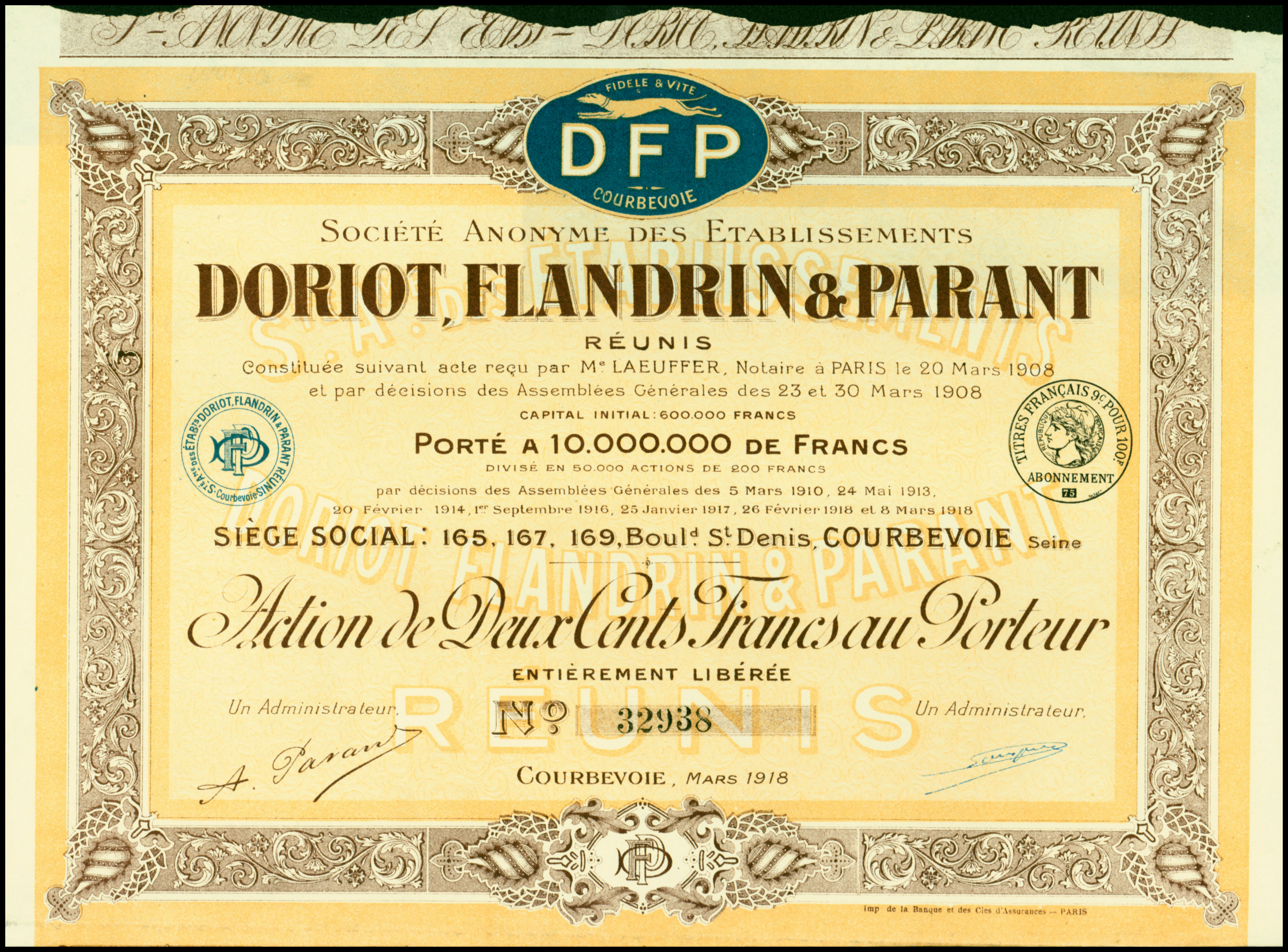
Action du SA des Établissements Doriot, Flandrin & Parant, en date de mars 1918

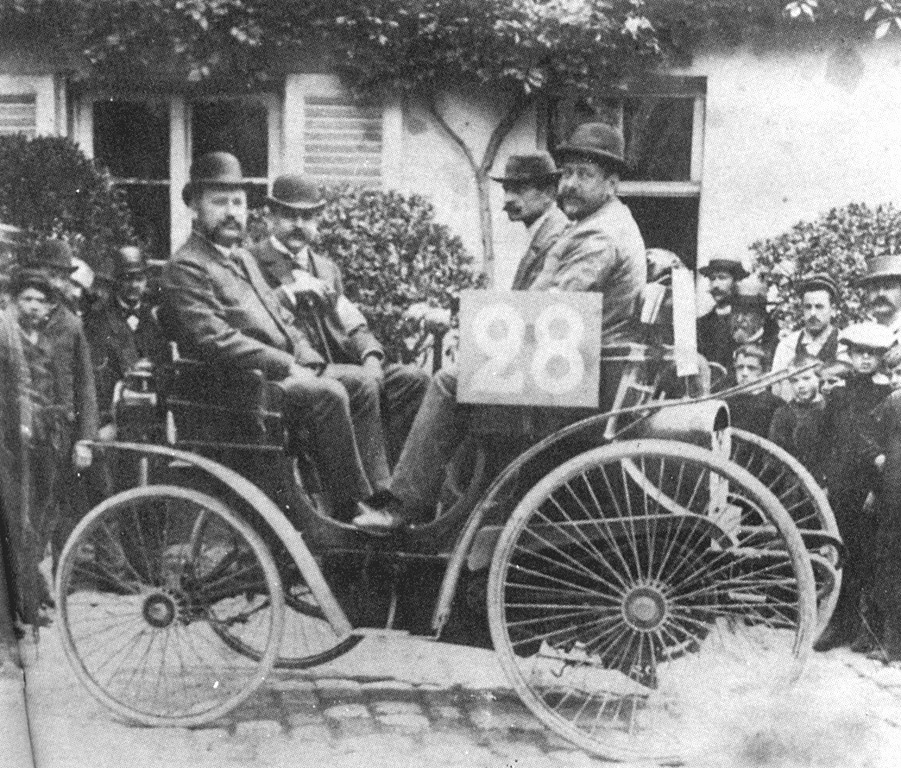
Auguste Doriot -qui a déjà accompli Paris-Brest-Paris en 1891 avec Rigoulot- troisième arrivé lors du Paris-Rouen 1894, sur Peugeot 3hp (2e en partant de la droite).

Doriot, Flandrin & Parant (D.F.P.) est un constructeur automobile pionnier français en activité de 1906 à 1926 à Courbevoie près de Paris (Hauts-de-Seine).

## Histoire
Les deux fondateurs Auguste Doriot (24 octobre 1863 Sainte-Suzanne- 1er janvier 1955 Menton ) et Ludovic Flandrin sont issus des constructeurs automobiles Peugeot puis Clément-Bayard avant de fonder leur propre industrie automobile « Doriot-Flandrin » en 1906 à Courbevoie. 
En 1908, ils sont rejoints par Alexandre et Jules-René Parant avec qui ils fondent la nouvelle industrie automobile « Doriot, Flandrin & Parant (D.F.P.) » et fabriquent et commercialisent des automobiles à moteurs « Chapuis-Dornier ». 
En 1912, D.F.P. commence à fabriquer ses propres moteurs. 
En 1926, l'usine est vendue au fabricant automobile Lafitte qui ferme à son tour en 1928.

## Modèles de voitures D.F.P.

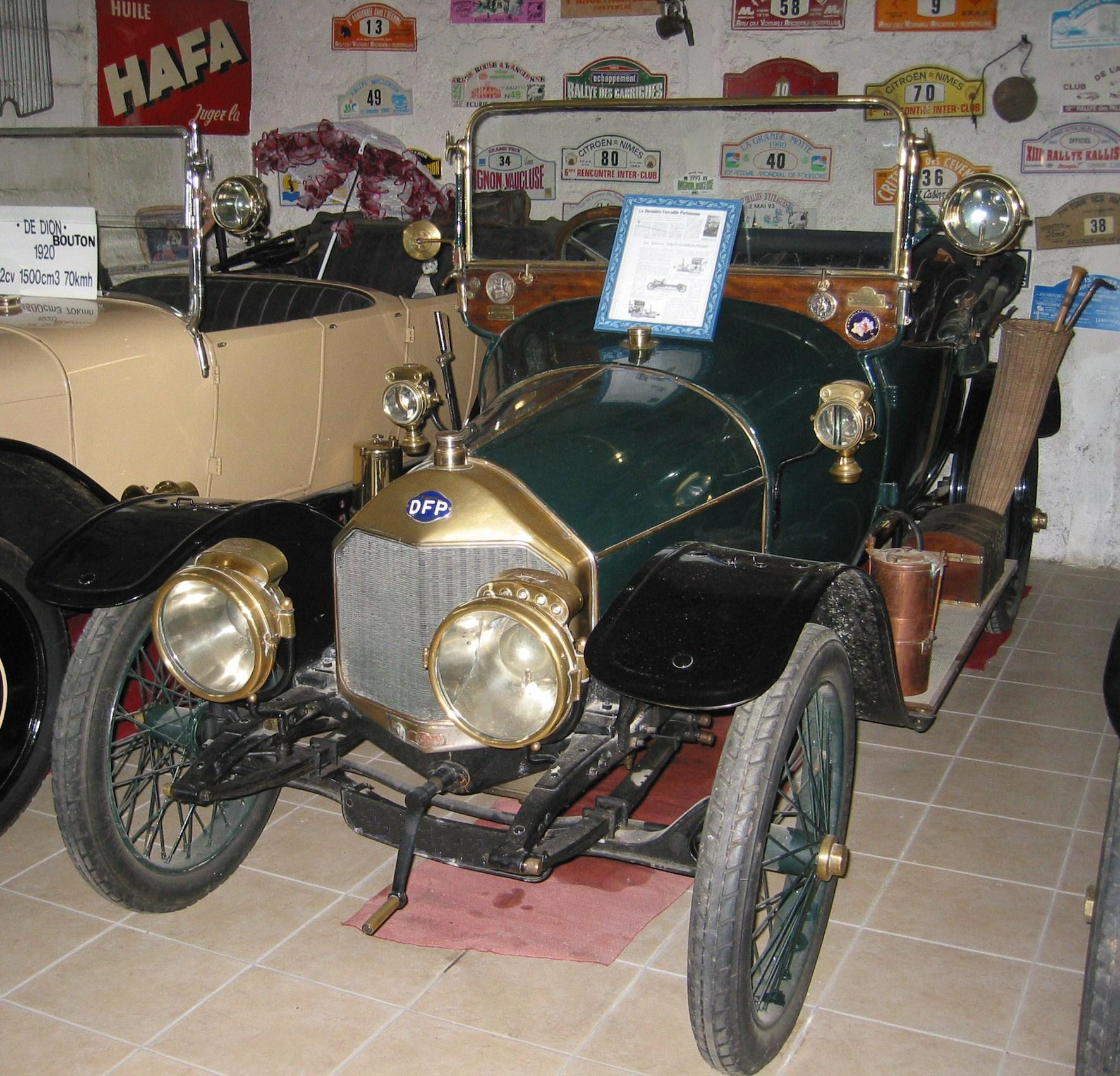
Doriot, Flandrin & Parant (D.F.P.) de 1908.

- 1906-10 : Type 6CV (moteur « Chapuis-Dornier » 1.1 litre)
- 1906-10 : Type 8CV (moteur « Chapuis-Dornier » 1.1 litre)
- 1907-10 : Type 10CV (moteur « Chapuis-Dornier » 4 2.0 litres)
- 1908-12 : Type 12CV (moteur « Chapuis-Dornier » 4 2.4 litres)
- 1908-12 : Type 14Cv (moteur « Chapuis-Dornier » 4 2.8 litres)
- 1911-14 : Type « 10/12 » (moteur « Chapuis-Dornier » 4 1.6 litre)
- 1911-14 : Type « 25/30 » (moteur « Chapuis-Dornier » 6)
- 1912-14 : Type « 12/15 » (moteur « D.F.P » 4 2.0 litres)
- 1912-14 : Type « 12/16 » (moteur « D.F.P » 4 2.8 litres)
- 1913-14 : Type « 16/22 » (moteur « D.F.P » 4 3.0 litres)
- 1914 : Type « 12/40 » sport (moteur « D.F.P » 6 3.3 litres)
- 1919-22 : Série 2000 Type 7CV (moteur « alto » 4 1.1 litre)
- 1919-22 : Série 2000 Type 10CV (moteur « sergent » 4 1.6 litre)
- 1919-22 : Série 2000 Type 12CV (moteur « alto » 4 2.0 litres)
- 1922-26 : Série Type « 10/12 » d'A.D.M (moteur « Américain » 4 1.6 litre)
- 1923-26 : Série Type « 13/50 » d'A.D.M (moteur « D.F.P » 4 2.0 litres)
- 1924-33 : Série Type 7CV DF (moteur V/VA de « D.F.P » 4 1.1 litre)